# Wendy Bagwell and the Sunliters
Wendy Bagwell and the Sunliters ist der Name einer Gospelsong-Gruppe um Wendell Lee Bagwell (1925–1996).
Sie wurden vor allem durch das Fernsehen in den frühen 1960er Jahren bekannt. 1965 unternahmen sie als erste Gospelgruppe eine Europa-Tournee. 1968 hatten sie bereits ihr viertes Studioalbum herausgebracht. Im Jahr 1970 verkauften sie ihre einmillionste Schallplatte und kamen sie bei Canaan Records unter Vertrag, nachdem sie zuvor mit Scripture Records produziert hatten.
Sie traten bis zu 150 mal im Jahr auf. 1997 wurden sie mit der Aufnahme in die Southern Gospel Music Hall of Fame und 2001 in die GMA Gospel Music Hall of Fame geehrt. In drei Jahrzehnten hatten sie 100 Veröffentlichungen.
Die Erstbesetzung der Gruppe bestand aus Wendy Bagwell, Geraldine Terry (die später als Jerri Morrison auftrat) und Georgia Jones. Jones war später auch mit Dot Pressley, Virginia Williams und "Little Jan" Buckner erfolgreich.

## Werkauswahl
- A Sacred Concert at Carnegie Hall
- Family Bible
- 1968: Just over the rainbow
- 1970: Talk About the Good Times
- 1971: The Old Cajer Bagwell Place
- 1971: You Won't Believe This; Live in Langdale
- 1972: By Your Request
- 1972: I Had a Vision[2]
- 1973: The Carpenter's Tool
- 1974: He Was Talkin' About Me
- 1975: Bustin' Out Laffin'
- 1975: The Spirit in '76
- 1976: We're Not Getting Older, Just Closer to Home
- 1977: Peanuts to President: The Plains, Georgia Gospel
- 1978: Appearing Tonight
- 1979: On the Road; Recorded live
- 1980: Both Sides of the River
- 1981: Known Comic
- 1982: All Together Now
- 1983: Three German Police Dogs and an Ol' Yeller Cat; Recorded live
- 1984: Above It All
- 1985: It Ain't Love Till You Give It Away
- 1987: Let's Turn the Light On
- 1991: Roll Away the Stone
- 2008: Here Come the Rattlesnakes
- 2009: 12 Songs of Faith
- 2010: Laugh Out Loud
- 2011: Down Home